# Monotaxis
Monotaxis is een monotypisch geslacht van straalvinnige vissen uit de familie van straatvegers (Lethrinidae).

## Soort
- Monotaxis grandoculis (Forsskål, 1775)
- Monotaxis heterodon (Bleeker, 1854)